# 阿努可敦
阿努可敦（？—1696年）是17世紀時準噶爾汗國的一位可敦（王后）。她也是一位將領，在昭莫多戰役中戰死。
阿努是和碩特汗國鄂齊爾圖汗的孫女（另一些史料則稱她是最小的女兒，误）。她嫁給了準噶爾汗國的王子僧格，僧格為汗國創始人巴圖爾琿台吉之子。1670年，僧格被同父異母兄車臣台吉和卓特巴巴圖爾刺殺。阿努與準噶爾的王位繼承人噶爾丹結婚，後者在西藏當了十年的佛教僧侶。在鄂齊爾圖汗軍隊的幫助下，噶爾丹為僧格報了仇，並繼承了準噶爾汗國的王位。
阿努可敦深受噶爾丹的信賴。噶爾丹統治期間，依賴阿努的建議，準噶爾疆域大大擴展，從中國長城西端到今日的哈薩克東部，自今日吉爾吉斯北部至到西伯利亞南部皆服屬於準噶爾，這引起了清朝的擔憂，康熙三十五年（1696年），康熙帝派遣三支軍隊攻打準噶爾。5月，噶爾丹率軍自肯特山向南進軍，在昭莫多與清軍西路軍遭遇。準噶爾人被擁有數量優勢的清軍包圍，阿努率軍英勇地發動反擊，使丈夫噶爾丹有機會率領少數人逃跑，她自己則在衝鋒時中清軍鸟铳阵亡。她被埋葬在杭愛山腳下一個稱為“Khatant”（意為可敦之地）的地方，該地位於今日蒙古國的後杭愛省的霍屯特縣。
她與噶爾丹育有一子兩女，其子名叫塞卜騰巴爾珠爾。

## 文化形象
1975年，蒙古作家賓巴·仁欽出版了小說《阿努克敦》（Ану хатан），講述了阿努可敦的生平和死亡。這部小說後來成為蒙古文學的經典，並成為蒙古學校的必讀書目。 2010年，蒙古小說家巴·束德尔琪琪格出版了《阿努可敦傳奇》（Домогт Ану хатан）。家庭、婦女賦權和民族認同的重要性是她對待阿努生活的中心主題。該書被評為蒙古文學年度國家圖書，並改編成舞台劇，於2011年3月在國家學術戲劇院上演。2012年，束德尔琪琪格将其剧本改编为电影“阿努可敦”（Queen Ahno - Spirit of a Warrior），成為有史以來製作成本最高的蒙古電影，並成為蒙古票房最高的電影之一。